# Woods Hole (Massachusetts)
Woods Hole es un lugar designado por el censo ubicado en el condado de Barnstable en el estado estadounidense de Massachusetts. En el Censo de 2010 tenía una población de 781 habitantes y una densidad poblacional de 77,42 personas por km².  El pueblo es famoso por la Institución Oceanográfica de Woods Hole, un centro de investigaciones sobre los océanos con una reputación internacional.

## Geografía
Woods Hole se encuentra ubicado en las coordenadas 41°31′44″N 70°39′57″O / 41.52889, -70.66583. Según la Oficina del Censo de los Estados Unidos, Woods Hole tiene una superficie total de 10.09 km², de la cual 5.52 km² corresponden a tierra firme y (45.24%) 4.56 km² es agua.

## Demografía
Según el censo de 2010, había 781 personas residiendo en Woods Hole. La densidad de población era de 77,42 hab./km². De los 781 habitantes, Woods Hole estaba compuesto por el 91.42% blancos, el 1.66% eran afroamericanos, el 0% eran amerindios, el 4.23% eran asiáticos, el 0% eran isleños del Pacífico, el 1.28% eran de otras razas y el 1.41% pertenecían a dos o más razas. Del total de la población el 2.94% eran hispanos o latinos de cualquier raza.